# Pezicula carpinea
Pezicula carpinea (Pers.) Tul. ex Fuckel – gatunek grzybów z rodziny Dermateaceae.

## Systematyka i nazewnictwo
Pozycja w klasyfikacji według Index Fungorum: Pezicula, Dermateaceae, Helotiales, Leotiomycetidae, Leotiomycetes, Pezizomycotina, Ascomycota, Fungi.
Po raz pierwszy opisał go w 1801 r. Christiaan Hendrik Persoon, nadając mu nazwę Peziza carpinea. W 1870 r. Louis René Tulasne i Leopold Fuckel przenieśli go do rodzaju Pezicula. Ma 13 synonimów. Niektóre z nich:
- Dermea carpinea (Pers.) Velen. 1934
- Pezicula fagi (W. Phillips) Boud. 1907
- Pezicula tetraspora (Sacc.) Mussat 1901[2].

## Morfologia
Owocniki
Wyrastające na podkładkach o średnicy 15–40 mm. Podkładki wypukłe, nieregularnie poduszeczkowate, o mącznej powierzchni. Apotecja o średnicy 0,5–1,5(-3) mm, w stanie świeżym miękkie i mięsiste, w stanie suchym twarde, siedzące, lub na krótkim trzonie. Miseczka okrągła, ale często zdeformowana, gdy wiele owocników rośnie blisko siebie, początkowo wklęsła, potem płaska, wkrótce silnie wypukła, blado żółtawa lub żółtawa, z białawym nalotem, po wyschnięciu ochrowa do cynamonowej, worki mogą wystawać nad powierzchnię. Część wklęsła tej samej barwy, gęsto, białawo oprószona, brzeg początkowo cały, wypukły, ale wkrótce nieregularnie rozdarty i ukryty.
Cechy mikroskopowe
Worki maczugowate do cylindryczno-maczugowatych, o wierzchołku zaokrąglonym do nieco ściętego, zwężające się stopniowo w długi trzon, ściany dość grube, wymiary (150–)190–260 × 22–30 µm (w widoku z przodu), (120–)150–190 × 17–21 µm (w widoku z boku), 8 zarodnikowe (czasami może być w worku mniej zarodników), aparat apikalny w odczynniku Melzera amyloidalny lub nieamyloidalny, czerwonawy lub słabo niebieski. Askospory nierównoboczne, szeroko elipsoidalne, czasami węższe (Q = 2,1–2,4), proste, rzadko lekko zakrzywione, z zaokrąglonymi końcami, rzadko spiczaste, cienkościenne, wypełnione zielonkawymi kropelkami oleju o średnicy 0,5–3,5 µm. Mają wymiary 18,5–39,5 × 9–14,5 µm, początkowo są szkliste i bez przegród, później z 1–3-przegrodami, żółtobrązowe. Konidia nieznane. Parafizy nitkowate, z przegrodami, tępe, proste lub rozgałęzione, często łączące się u nasady, szkliste, o szerokości 2,5–4 µm. Komórki wierzchołkowe napęczniałe do 5 µm, o gładkich lub lekko szorstkich ściankach, szkliste do blado żółtawobrązowych, z ziarnistą zawartością i licznymi wakuolami.
Na podkładkach tworzy także acerwulusy o średnicy 1,0–3,0 mm, blado pomarańczowo-brązowe, po wyschnięciu ciemno pomarańczowobrązowe. Powstają na nich białe, mączyste masy makrokonidiów. Są szeroko elipsoidalne, elipsoidalne lub gruszkowate, proste lub lekko zakrzywione, zaokrąglone na końcach, z wąską, wystającą blizną u podstawy, cienkościenne, początkowo cienkościenne, bezprzegrodowe, szkliste, wypełnione licznymi kropelkami oleju, o średniej wielkości 22,7–23,9 × 10,9–12,0 µm, w stanie dojrzałym z 1(–3) przegrodami. Tworzą się także cylindryczne, proste lub zagięte, szkliste mikrokonidia o wymiarach 10–13,5 × 1,5–2 µm.

## Zasięg występowania i siedlisko
Występuje głównie w Ameryce Północnej i Europie, nieliczne stanowiska podano także na pozostałych kontynentach (poza Antaktydą). W Polsce M.A. Chmiel w 2006 r. przytoczyła 6 stanowisk, w późniejszych latach podano następne. Aktualne stanowiska podaje także internetowy atlas grzybów. Znajduje się w nim na liście gatunków zagrożonych i wartych objęcia ochroną.
Grzyb nadrzewny. W Polsce notowany na opadłych gałązkach grabu pospolitego Carpinus betulus, ale rzadziej spotykany także na buku pospolitym Fagus sylvaticus, klonie jaworze Acer pseudoplatanus, jesionie wyniosłym Fraxinus excelsior i dębie szypułkowym Quercus robur. Zwykle nieszkodliwy grzyb saprotroficzny, ale czasami pasożyt.